# Avinguda Colomer (Gelida)
L'Avinguda Colomer és un carrer del municipi de Gelida (Alt Penedès) protegit com a bé cultural d'interès local.

## Descripció
L'avinguda Colomer té un caràcter residencial, amb arbres i edificacions a ambdós costats. Les cases que la delimiten són torres unifamiliars, generalment de planta baixa i pis, envoltades de jardí. La tipologia de les construccions respon, en la majoria del casos, als criteris estètics del Noucentisme. El carrer i el seu entorn proper constitueixen un conjunt amb les característiques d'una ciutat-jardí.

## Història
L'avinguda Colomer forma l'eix al voltant del qual es va desenvolupar la xarxa urbana configuradora de la zona de segona residència de Gelida. Aquest sector es va desenvolupar al llarg del primer terç del segle XX a conseqüència de l'extensió del fenomen de l'estiueig. L'enderrocament de cases noucentistes per construir-ne de nova planta ha desfigurat en certa manera la unitat del conjunt.